# میچورینا (آدیغیه)
میچورینا (به لاتین: Michurina) یک منطقهٔ مسکونی در روسیه است که در آدیغیه واقع شده‌است.